# NGC 5136
NGC 5136 је елиптична галаксија у сазвежђу Девица која се налази на NGC листи објеката дубоког неба.
Деклинација објекта је + 13° 44' 17" а ректасцензија 13h 24m 51,4s. Привидна величина (магнитуда) објекта NGC 5136 износи 14,0 а фотографска магнитуда 15,0. NGC 5136 је још познат и под ознакама IC 888, MCG 2-34-15, CGCG 72-70, ARAK 416, IRAS 13223+1359, PGC 46905.